# Albert Vilalta i González
Albert Vilalta i González (Reus, el Baix Camp, 17 de gener de 1933 - Barcelona, 15 de novembre de 2013), fou un enginyer de Camins, Canals i Ports, que va ser el primer conseller de Medi Ambient de la Generalitat de Catalunya, entre 1991 i 1996.

## Biografia
Vilalta va començar la seva trajectòria pública com a redactor del Pla de Sanejament de Barcelona el 1969. Amb el restabliment de la Generalitat el 1977, fou director general de Transports del govern provisional encapçalat pel president Josep Tarradellas al seu retorn de l'exili. En aquells primers anys també va ser membre de la part catalana de la Comissió Mixta de Traspassos i Valoracions, on va actuar en defensa de l'interès de Catalunya.
Entre 1983 i 1991 fou president de Ferrocarrils de la Generalitat de Catalunya, etapa en què les línies que havien estat a punt de clausurar-se es modernitzen fins a ser un dels serveis de Rodalies millors valorats d'Europa. El 5 de juliol de 1985, en l'Assemblea General constituent del Consorci d'Aigües de Tarragona (CAT), va prendre possessió com a president, càrrec que va exercir durant tot el procés de construcció la planta de l'Ampolla i del sistema de distribució d'aigua, fins a l'abril de 1991 quan va ser nomenat com a primer conseller de Medi Ambient de la Generalitat (departament creat el 22 de març de 1991) en el govern de Jordi Pujol i Soley. Durant la seva etapa de conseller s'aprova el Pla d'Espais d'Interès Natural de Catalunya.
El 1996, és nomenat secretari d'estat d'infraestructures i transport i Gestor d'infraestructures Ferroviàries, ens que va constituir l'AVE (govern d'Aznar 1996-2000). Vilalta va defensar l'arribada de l'alta velocitat al centre de les ciutats però el seu predecessor va impedir l'arribada de l'AVE al centre de Tarragona i de Reus.
Vilalta també ha participat en la reintroducció del tramvia com a mitjà de transport modern a l'àrea de Barcelona. Com a reconegut tècnic urbanístic va ocupar els llocs de vicepresident de l'Asociación Española de Técnicos urbanistas, i va ser president de Tramvia Metropolità S.A. i president del Parc Tecnològic WTC Cornellà.
Entre els anys 2010 i 2011 va ser jutjat amb per la creació d'un pla de pensions mentre era president dels Ferrocarrils de la Generalitat de Catalunya l'any 1991, que segons el tribunal enriquia irregularment alguns directius. Acusat de prevaricació, va ser absolt en considerar-se que el delicte de prevaricació havia prescrit, mentre que els també ex-presidents de FGC Enric Roig i Antonio Herce van ser condemnats per malversació de cabals públics i per prevaricació en el mateix judici. El seu advocat fou Juan Córdoba Roda.
L'any 2012 el Col·legi d'Economistes de Catalunya el va distingir com a col·legiat d'honor.
Vilalta, va morir el dia 15 de novembre del 2013 a Barcelona, degut a un infart. La ciutat de Reus el va nomenar fill il·lustre.